# Szent Anna-szobor (Makó)
A makói Szent Anna-szobor a Városközpontban található, a Vörösmarty és Árpád utca sarkán.
Barokk stílusban készült, 1890-ben. A talapzatán lévő tábla tanúsága szerint özv. Felberbauer Andrásné született Braun Anna állíttatta; a szobor anyaga márvány. A városi önkormányzat határozati javaslatában a szobor restaurálását irányozta elő a 2006-os évre, de a képviselő-testület még nem hozott pozitív döntést az ügyben.